# Haguenau
Haguenau (niem. Hagenau, alz. Hàwenàu) – miejscowość i gmina we Francji, w regionie Grand Est, w departamencie Dolny Ren.
Miasto leży 25 km na północ od stolicy Alzacji Strasburga. Jest drugim pod względem wielkości miastem w departamencie Dolny Ren (Bas-Rhin), a czwartym regionu Alzacja. Według danych na rok 2010 gminę zamieszkiwało 34 280 osób, 188 os./km².

## Historia
Miasto otacza Święty Las (Forêt de Haguenau), który jest największym zamkniętym lasem na równinie Alzacji. Las ten był miejscem polowań książąt Szwabii. Na początku XII wieku Fryderyk Jednooki (1090–1147) wybudował dla syna Fryderyka Barbarossy zamek na rzece Moder oraz założył cysterski klasztor Königsbrück, który był opactwem Świętego Lasu.
W 1164 roku Cesarz Fryderyk Barbarossa przeniósł tron do Haguenau. W 1260 roku Haguenau zostało wolnym miastem Rzeszy.

## Zabytki
- Kościół św. Jerzego w Haguenau
- Bazylika Notre-Dame de Marienthal

## Ludzie związani z miastem
W Haguenau urodził się w 1974 roku francuski kierowca rajdowy Sébastien Loeb, 9-krotny mistrz świata.

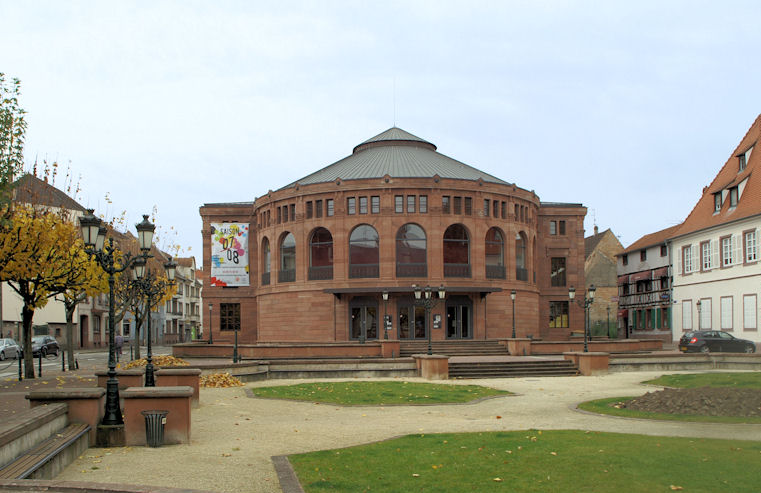
Teatr miejski w Haguenau
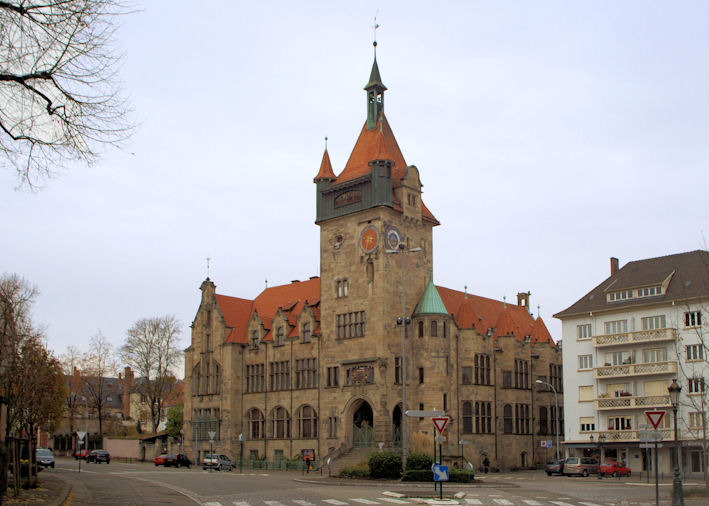
Muzeum w Haguenau